# مايكل غامبون
السير مايكل جون غامبون (بالإنجليزية: Sir Michael John Gambon)(19 أكتوبر 1940 - 27 سبتمبر 2023) كان ممثلًا أيرلنديًا إنجليزيًا. بدأ مسيرته التمثيلية مع لورانس أوليفييه كأحد الأعضاء الأصليين في المسرح الملكي الوطني. على مدار حياته المهنية التي امتدت لستة عقود، حصل على ثلاث جوائز أوليفييه، وجائزتي نقابة ممثلي الشاشة، وأربعة جوائز بافتا. وفي عام 1998، حصل على وسام فارس من الملكة إليزابيث الثانية لمساهماته في مجال الدراما.
ظهر غامبون في العديد من إنتاجات أعمال ويليام شكسبير مثل عطيل، وهاملت، وماكبث، وكوريولانوس. ورُشّح لثلاثة عشرة جائزة أوليفييه، وفاز ثلاث مرات عن «جوقة الرفض» (1985)، «منظر من الجسر» (1987)، و«رجل اللحظة» (1990). في عام 1997، ظهر غامبون لأول مرة في برودواي في عرض «سكايلايت» للمخرج ديفيد هير، وحصل على جائزة توني لأفضل ممثل في مسرحية.
ظهر غامبون في فيلمه الأول «عطيل» (1965). تشمل أفلامه البارزة الأخرى «الطباخ واللص وزوجته وعشيقها» (1989)، «أجنحة الحمامة» (1997)، «المطلع» (1999)، «منتزه جوسفورد» (2001)، «النعمة المذهلة» (2006)، «خطاب الملك» (2010)، «الرباعية» (2012)، «وفيكتوريا وعبدول» (2017). ظهر غامبون أيضًا في أفلام ويس أندرسون «الحياة المائية مع ستيف زيسو» (2004) و«السيد فوكس الرائع» (2009). وعزز غامبون نجوميته من خلال دور ألباس دمبلدور في سلسلة أفلام هاري بوتر في الفترة التي امتدّت من 2004 إلى 2011، عندما حل محل ريتشارد هاريس بعد وفاته عام 2002.
لعمله في التلفزيون، حصل على أربع جوائز بافتا لـ «المخبر الغنائي» (1986)، «زوجات وبنات» (1999)، «خط الطول» (2000)، «وغرباء مثاليون» (2001). كما حصل أيضًا على ترشيحين لجائزة الإيمي برايم تايم عن فيلمي «الطريق إلى الحرب» (2002) و «إيما» (2009). تشمل مشاريع غامبون البارزة الأخرى «كرانفورد» (2007) و «الوظيفة الشاغرة» (2015). وفي عام 2017، حصل على جائزة الإنجاز مدى الحياة من أكاديمية السينما والتلفزيون الأيرلندية. وفي عام 2020، أُدرج في المرتبة رقم 27 في قائمة دا آيرش تايمز لأعظم ممثلي السينما في أيرلندا.

## حياتُه المبكّرة
وُلد مايكل جون غامبون في ضاحية كابرا في دبلن في 19 أكتوبر 1940. كانت والدته ماري (ني هور) خياطة، بينما كان والده إدوارد غامبون عاملًا هندسيًا خلال الحرب العالمية الثانية. قرر والده البحث عن عمل في إعادة بناء لندن، ونقل العائلة إلى مورنينغتون كريسنت في حي كامدين عندما كان غامبون في السادسة من عمره. رتب له والده أن يصبح مواطنًا بريطانيًا، وهو القرار الذي سمح له لاحقًا بالحصول على وسام الفروسية الموضوعي (وليس الفخري). نشأ كاثوليكيًا متشددًا، وحضر مدرسة سانت الويسيوس للبنين بسومرز تاون وخدم في الهيكل. ثم التحق بكلية سانت الويسيوس في هايغيت، والتي كان من بين تلاميذها السابقين الممثل بيتر سيلرز. انتقل لاحقًا إلى نورث إند، كينت، حيث التحق بمدرسة كرايفورد الثانوية لكنه تركها بدون مؤهلات في سن الخامسة بعدها حصل على تدريب مهني كصانع أدوات مع شركة فيكرز أرمسترونغس. وعندما بلغ 21 عامًا، أصبح فنيًا هندسيًا مؤهلاً. احتفظ بالوظيفة لمدة عام آخر، واكتسب شغفًا كبيراً بجمع الأسلحة العتيقة والساعات الصغيرة والكبيرة منها والسيارات الكلاسيكية.

## حياته المهنية

### المسرح

#### 1979-1960: الظهور الأول والمسرح الوطني

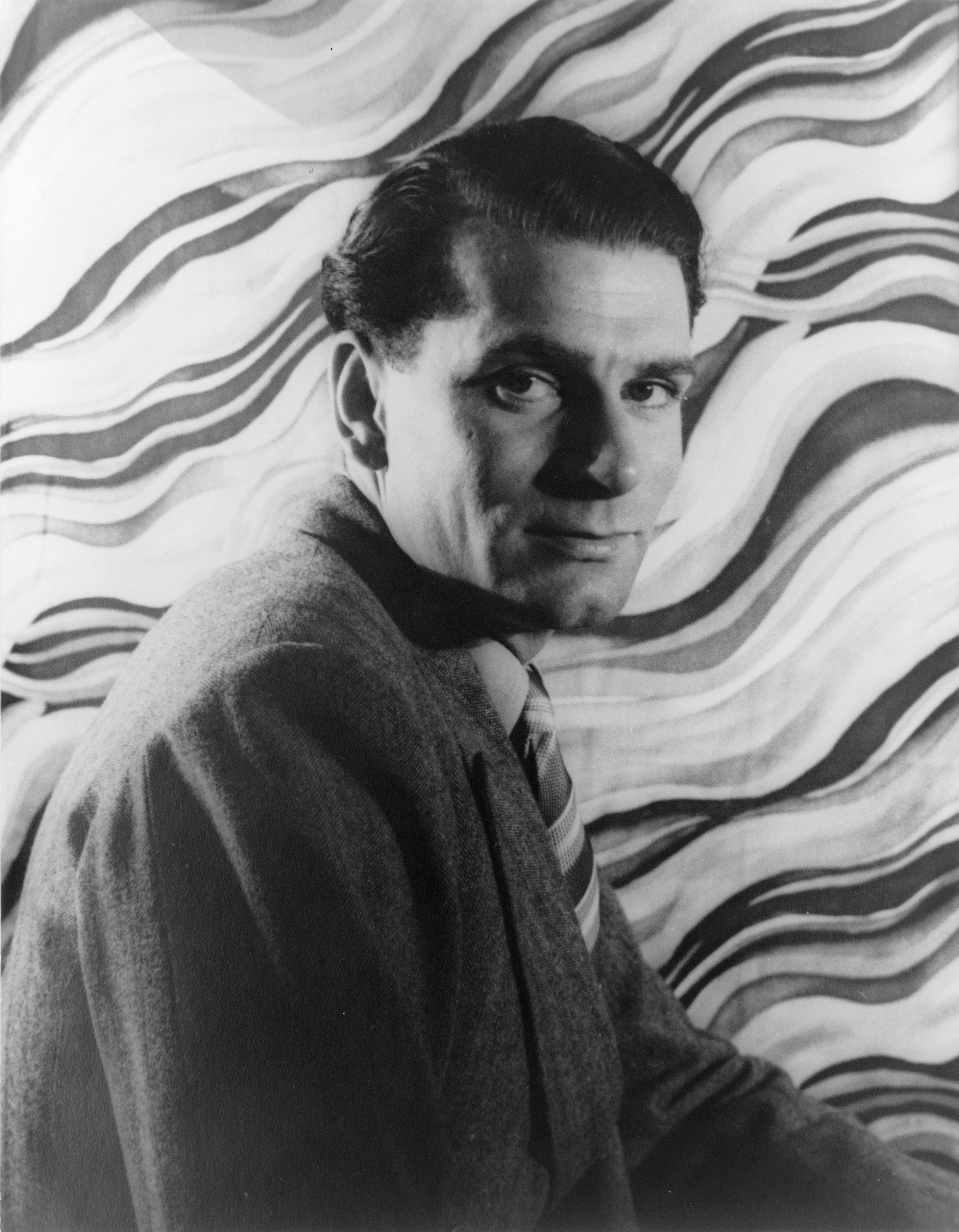
لورانس أوليفييه، أول مدير فني للمسرح الوطني عام 1963، كان مرشدًا لغامبون

في سن الرابعة والعشرين، كتب غامبون رسالة إلى ميشيل ماك لياموير، مدير المسرح الأيرلندي الذي أدار مسرح جيت في دبلن، مصحوبة بسيرة الذاتية والتي صفت سيرةً مسرحية غنية وخيالية بالكامل: لقد استولي عليه.[بحاجة لإعادة كتابة]
ظهر غامبون لأول مرة على المسرح الاحترافي في إنتاج عطيل عام 1962 على مسرح جيت، حيث لعب دور "الرجل المحترم الثاني"، تلته جولة أوروبية. بعد مرور عام، أثناء الاختبار مع المناجاة الافتتاحية من ريتشارد الثالث، لفت انتباه لورانس أوليفييه الذي كان يجند ممثلين واعدين لشركة المسرح الوطني الجديدة. عُين غامبون، جنبًا إلى جنب مع روبرت ستيفنز وديريك جاكوبي وفرانك فينلي، كواحد من "المشاهير" ولعب عدداً من الأدوار الصغيرة، وظهر في قوائم الممثلين باسم "مايك غامبون". قدمت الشركة عروضها في البداية في أولد فيك، وكان أول إنتاج لها مسرحية هاملت، من إخراج أوليفييه وبطولة بيتر أوتول. لعب غامبون لمدة أربع سنوات في العديد من إنتاجات إن تي، بما في ذلك الأدوار المسماة في مسرحيتي «مسئول التوظيف» و«الصيد الملكي للشمس»، حيث عمل مع المخرجين ويليام جاسكيل وجون ديكستر.
بعد ثلاث سنوات في أولد فيك، نصح أوليفييه غامبون باكتساب الخبرة في التمثيل الإقليمي. وفي عام 1967، غادر المسرح الوطني من أجل شركة برمنغهام ريبيرتوري، والتي كانت ستمنحه أول فرصة له في الأدوار الرئيسية في عطيل (المفضل لديه)، بالإضافة لمسرحيات ماكبث وكوريولانوس.
في سنة 1974، اختاره إريك طومسون في دور الطبيب البيطري الحزين في مسرحية آلان أيكبورن «الفتوحات النورماندية» في غرينتش. أدى انتقاله السريع إلى ويست إند إلى ترسيخ مكانته كممثل كوميدي، إذ كان يجلس القرفصاء على طاولة طعام مزدحمة على كرسي صغير ويتساءل بين الاختيار بين القهوة السوداء أو البيضاء. بالعودة إلى العروض الوطنية، على الضفة الجنوبية، كانت نقطة التحول التالية هي العرض الأول لبيتر هال لمسرحية هارولد بنتر الخيانة، وهو أداء تميز بالدقة - أظهرت صورة إنتاجية له وهو يحتضن بينيلوب ويلتون بأيدي حساسة وأصابع طويلة نحيفة (لمسة صانع ساعات محترف). جعله ذلك من بين أحد الممثلين القلائل الذين أتقنوا متطلبات مسرح أوليفييه الضخم. وكما قال سايمون كالو ذات مرة: "إن رئتي غامبون الحديديتين وجاذبيته الغامرة قادرة على السيطرة على نوع من الحنجرة الأوبرالية الكاملة التي تنتصر على الجدران الصلبة والمسافات الطويلة".

#### 1991-1980: الصعود إلى الشهرة وحصد النجاح
كان صوت غامبون القوي وحضوره بمثابة خدمة جيدة له في العرض المتقن لجون ديكستر لمسرحية حياة غاليليو لبيرتولت بريشت في المسرح الوطني في عام 1980، وهي أول مسرحية لبريخت تحقق نجاحًا شعبيًا. وصفه هول بأنه "غير عاطفي وخطير وقوي للغاية"، ووصفت صحيفة الصنداي تايمز أداءه بأنه "خطوة حاسمة في اتجاه مأساة عظيمة ... تمثيل عظيم"، بينما أشاد به زملاؤه الممثلون نادرًا بالتصفيق في غرفة تبديل الملابس في الليلة الأولى.
في عام 1987 أحيى المسرح الوطني مسرحية "منظر من الجسر"في مسرح كوتيسلو. من إخراج آلان أيكبورن، بينما قدّم غامبون أداءً رائعًا بدور إيدي. وصرّحت صحيفة الغارديان: "في المقام الأول يظهر مايكل غامبون وهو يصافح العظمة".
أطلق عليه رالف ريتشاردسون لقب "غامبون العظيم" «The Great Gambon»، وهو لقب ظل عالقًا، على الرغم من أن غامبون رفضه باعتباره شعارًا للسيرك. ولكن كما لاحظ شيريدان مورلي بشكل واضح في عام 2000، عند مراجعة مسرحية كريسيدا لنيكولاس رايت حينما صرّح: "إن غرابة أطوار غامبون على المسرح بدأت الآن في منافسة غرابة معلمه العظيم ريتشاردسون". كما هو الحال مع ريتشاردسون أيضًا، نادرًا ما أجريت المقابلات وأثيرت أسئلة أكثر مما أجيب عليها. كان غامبون شخصًا منعزلًا جدًا، "نجمًا غير نجمي" كما وصفه أيكبورن. خارج المسرح كان يفضل البقاء بعيدًا عن الأضواء. نال استحسان الشاشة، بفيلمه "الملك لير" المدمر في ستراتفورد، بينما كان لا يزال في أوائل الأربعينيات من عمره، حيث شكّل عملاً مزدوجًا مع أنتوني شير ذو الأنف الأحمر بدور الأحمق الذي يجلس على ركبة سيده مثل دمية متكلم من بطنه.

#### 2005-1995: أول ظهور له في برودواي وأدوار أخرى
كان لغامبون أيضاً ظهور في مسرحية هارولد بينتر "الأيام الخوالي" في مسرح هايماركت ومسرحية "فولبوني" للمخرج بن جونسون ودور "الرقيب الوحشي" في منتصف مسرحية "لغة جبل". في عام 1995، لعب غامبون دور البطولة في عرض سكايلايت للمخرج ديفيد هير، مع ليا ويليامز، والذي افتتح لاستقبال التقييمات في المسرح الوطني. انتقلت المسرحية أولاً إلى مسرح ويندهام ثم إلى برودواي لمدة أربعة أشهر مما تركه في حالة من الإرهاق المتقدم. قال لمايكل أوين في إيفنينج ستاندرد: "كان لعب سكايلايت أصعب بعشر مرات من أي شيء قمت به على الإطلاق". "لقد قضيت وقتًا رائعًا في نيويورك، لكنني أردت العودة". حصل غامبون على ترشيحه الوحيد لجائزة توني لأفضل ممثل في مسرحية.
لم يكن غامبون من بين الممثلين الذين شرفوا "فن" ياسمينة رضا في ويندهام. ولكن مع سيمون راسل بيل وألان بيتس، قدّم رواية إذاعية ممتعة عن دور مارك. وبالنسبة لشركة شكسبير الملكية شارك في عرض رضا ذو اليدين «الرجل غير المتوقع» مع إيلين أتكينز، أولاً في "دا بيت إن باربيكان" ثم في مسرح الدوقة، وهو إنتاج خُصص أيضًا لنيويورك، لكنه تأخر بسبب التزامات أخرى.
في عام 2001، لعب دور ديفيز "المثير للاشمئزاز جسديًا" في دراما "المشرف" للمخرج باتريك ماربر لكنه وجد فترة التدريب تجربة غير سعيدة، وشعر أنه خذل المؤلف. بعد مرور عام، لعب أمام دانيال كريغ، عندما لعب دور والد سلسلة من الأبناء المستنسخين في مسرحية كاريل تشرشل رقم واحد في البلاط الملكي، والذي يتذكره للحظة راقدًا عندما يدخن سيجارة، ودوامة الدخان المضيئة تتصاعد في خلفية سوداء، وهو التأثير الذي حلم به أثناء التدريبات.
في عام 2004، لعب غامبون الدور الرئيسي (هام) في مسرحية نهاية اللعبة للمخرج صامويل بيكيت بعد مسرحية نهاية اللعبة في مسرح ألبيري بلندن. وفي عام 2005، حقق أخيرًا طموحًا مدى الحياة للعب دور فالستاف، في الإنتاج الوطني لـ هنري الرابع للمخرج نيكولاس هيتنر، الجزءان الأول والثاني، وشارك في البطولة مع ماثيو ماكفادين في دور الأمير هال.

#### 2015-2006: الأدوار اللاحقة والتقاعد المسرحي
في عام 2006، أدى غامبون دور جو في عرض بيكيت ايه جو، حيث قدم عرضين في الليلة في مسرح دوق يورك بلندن. وفي نفس العام، لعب دور هنري في مسرحية ستيفن ريا عن صامويل بيكيت إيمبرز للإذاعة راديو 3 وفي عام 2007، لعب دور سام في العودة للوطن لإذاعة راديو 3 كذلك للمخرج هارولد بينتر.
في عام 2008، ظهر غامبون في دور هيرست في عرض الأرض الحرام للمخرج هارولد بينتر في مسرح بيت بدبلن، مقابل ديفيد برادلي في دور سبونر، في إنتاج أخرجه روبرت غولد، والذي نُقل إلى مسرح دوق يورك في لندن ويست إند، لأي الأدوار حصل كل منها على ترشيحات لجائزة لورنس أوليفيه لأفضل ممثل لعام 2009. بعد وفاة بينتر في 24 ديسمبر 2008، قرأ غامبون مونولوج هيرست الذي اختاره الكاتب المسرحي ليقرأه غامبون في جنازته، التي أقيمت في 31 ديسمبر 2008، خلال تصريحات الممثلين التذكارية من المسرح وكذلك في الجنازة وكذلك في الكلمات والموسيقى، والذي بُثّ على راديو بي بي سي 3 في 22 فبراير 2009.
في أواخر عام 2009، اضطر غامبون إلى الانسحاب من دور دبليو إتش أودن في عرض عادة الفن (ليحل محله ريتشارد غريفيث) بسبب مشكلة صحية. وفي أبريل 2010، عاد غامبون مرة أخرى إلى مسرح جيت دبلن ليظهر في شريط كراب الأخير للمخرج صامويل بيكيت، والذي نقل إلى مسرح الدوقة في لندن في أكتوبر 2010. أيضًا في عام 2012، لعب دور البطولة مع إيلين أتكينز في مسرحية مقتبسة عن مسرحية بيكيت الإذاعية، كل هذا الخريف. قام المخرج تريفور نان بتقديم الأداء كتسجيل استوديو لمسرحية إذاعية بحيث يؤدي الممثلون النص في متناول اليد. كان العرض الأول له في مسرح غيرمين ستريت ثم نقل بعد ذلك إلى مسرح الفنون. في نوفمبر 2013، نقل الإنتاج إلى مسارح 59E59 في نيويورك. وفي عام 2013، شارك غامبون في الاحتفال بالذكرى الخمسين للمسرح الوطني.
في أوائل عام 2015، أعلن غامبون أنه نظرًا لطول الوقت الذي يستغرقه لحفظ سطوره، فقد تخلى عن العمل المسرحي. وقد حاول سابقًا استخدام سماعة الأذن والحصول على مطالبات من قبل طاقم المسرح، لكنه وجد ذلك غير مرضٍ.

### الفيلم

#### 1988-1965: أول ظهور سينمائي وأدواره المبكرة
ظهر غامبون لأول مرة في فيلم لورانس أوليفييه "عطيل" إلى جانب ماجي سميث وديريك جاكوبي في عام 1965. بعد ظهوره الأول في الفيلم، طلب منتج جيمس بوند كوبي بروكلي من غامبون اختبار أداء الدور في عام 1970، ليحل محل جورج لازنبي. واصل التمثيل في أفلام الرعب البريطانية "لا شيء سوى الليل" (1973)، و "الوحش يجب أن يموت" (1974). وفي عام 1985 ظهر في الفيلم الدرامي البريطاني يوميات السلحفاة من إخراج جون إيرفين مع سيناريو مقتبس بواسطة هارولد بينتر. الفيلم من بطولة غليندا جاكسون وبن كينغسلي.

#### 2003-1989: أفلام مستقلة
في عام 1989، لعب غامبون دور البطولة في فيلم بيتر غريناواي الطباخ واللص وزوجته وعشيقها، والذي قام ببطولته أيضًا هيلين ميرين. قام لاحقًا ببطولة دور فيودور دوستويفسكي في فيلم المخرج المجري كارولي ماك المقامر (1997) حول كتابة رواية دوستويفسكي القصيرة المقامر. في التسعينيات ظهر في أفلام مثل الكوميديا الخيالية لباري ليفينسون اللعب (1992)، الدراما التاريخية الرقص في لوغناسا (1998)، فيلم الحركة بلونكيت وماكلين (1998)، الدراما السياسية لمايكل مان المطلع (1998)، وفيلم الرعب القوطي للمخرج تيم بيرتون سليبي هولو (1999).
خلال العقد الأول من القرن الحادي والعشرين، ظهر غامبون في العديد من الأفلام بما في ذلك فرقة القتل الغامضة لروبرت ألتمان منتزه جوسفورد. وفي عام 2003، ظهر مع روبرت دوفال وكيفين كوستنر، حيث لعب دور الشرير الرئيسي في الفيلم الغربي المدى المفتوح.

#### 2011-2004:هاري بوتروأدوار أخرى

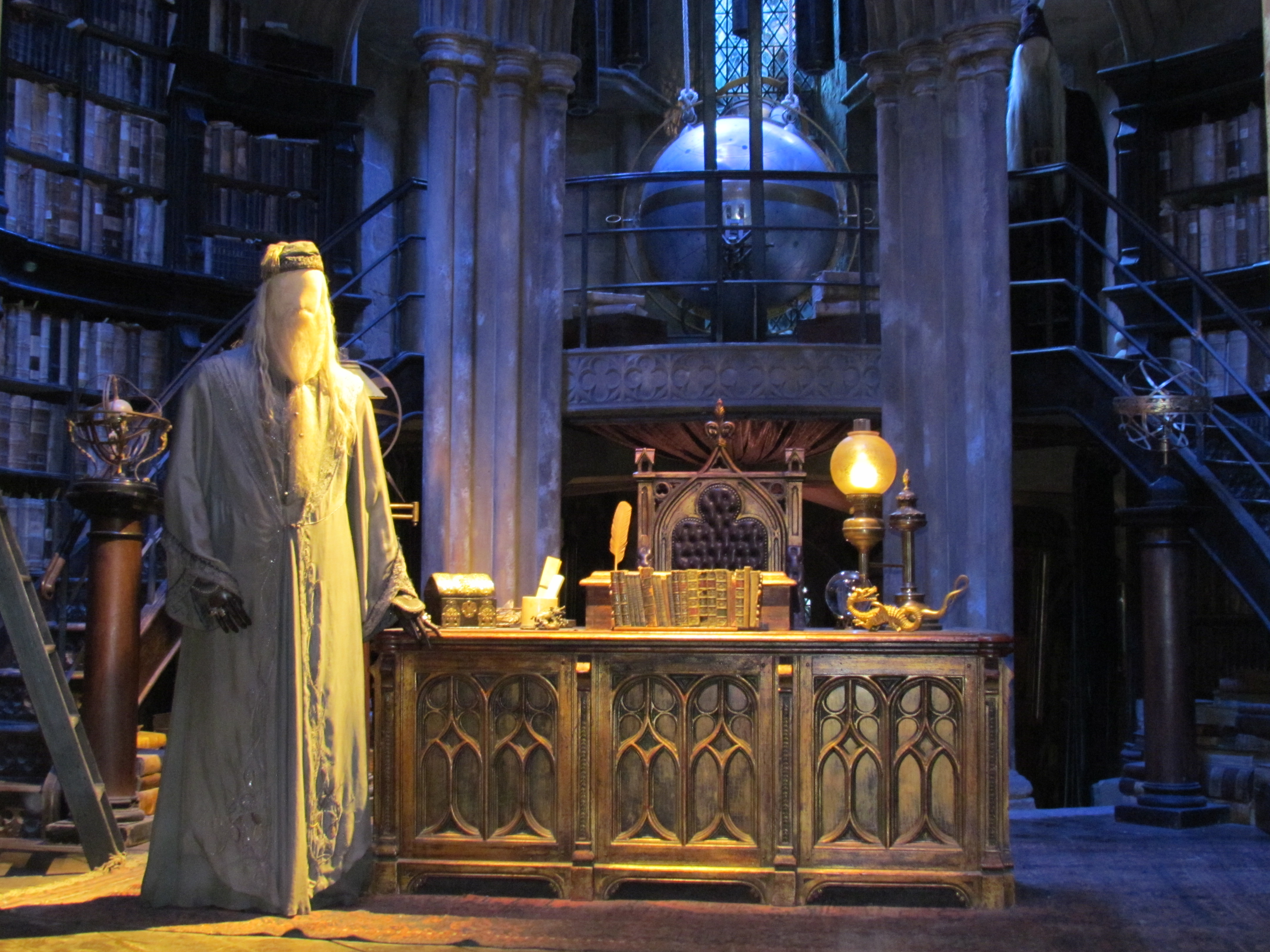
شخصية ألباس دمبلدور الخيالية من غامبون ضمن سلسلة أفلام هاري بوتر

في عام 2004، ظهر في خمسة أفلام، بما في ذلك الفيلم الكوميدي الحياة المائية مع ستيف زيسو للمخرج ويس أندرسون؛ فيلم العصابات البريطاني كعكة الطبقات؛ والدراما المسرحية كونها جوليا.
في عام 2007، ظهر غامبون في الدراما التاريخية مايكل أبتيد النعمة المذهلة جنبًا إلى جنب مع إيوان جروفود، رومولا جاراي، بنديكت كومبرباتش، ألبرت فيني، روفوس سيويل. يركز الفيلم على ويليام ويلبرفورس، الذي قاد الحملة ضد تجارة الرقيق في الإمبراطورية البريطانية. حصل الفيلم على شهادة جديدة وفقًا لموقع روتن توميتوز، مع إجماع النقاد على وصف الفيلم بأنه "السيرة الذاتية التاريخية المثالية: فخمة ونبيلة مع الكثير من العروض المثيرة." في نفس العام، لعب أدوارًا رئيسية في فيلم بي بي سي المشهور المكون من خمسة أجزاء لروايات كرانفورد للسيدة جاسكل جنبًا إلى جنب مع جودي دينش وإيميلدا ستونتون، وفي قصر جو لستيفن بولياكوف.
ربما يكون دوره الأكثر شهرة هو دور ألباس دمبلدور، مدير مدرسة هوجورتس في الجزء الثالث من سلسلة جي كي رولينغ، هاري بوتر وسجين أزكابان، الذي تولى الدور بعد وفاة ريتشارد هاريس في عام 2002؛ لعب هاريس أيضًا دور مايجريت على شاشة التلفزيون قبل أربع سنوات من تولي غامبون هذا الدور. أعاد غامبون تمثيل دور دمبلدور في هاري بوتر وكأس النار، الذي صدر في نوفمبر 2005 في المملكة المتحدة والولايات المتحدة. كما عاد إلى الدور مرة أخرى في الفيلم الخامس عام 2007 هاري بوتر وجماعة العنقاء، والفيلم السادس هاري بوتر والأمير الهجين. كما ظهر في الفيلمين الأخيرين من سلسلة هاري بوتر ومقدسات الموت - الجزء الأول في عام 2010 والجزء الثاني في عام 2011. قال غامبون لأحد المحاورين بأنه عندما يلعب دور دمبلدور، فإنه "لا يتعين عليه أن يلعب دور أي شخص بشكل فعلي. وأنه فقط يضع لحية ويلعب الدور، لذا فهذا ليس بالأمر الرائع". كما صرّح: "لا أستمتع أبدًا بأي دور، فكل دور ألعبه هو مجرد نسخة مختلفة من شخصيتي. أنا لست ممثلًا شخصيًا على الإطلاق."
في عام 2010، ظهر غامبون في الدراما التاريخية لتوم هوبر خطاب الملك بدور الملك جورج الخامس، جنبًا إلى جنب مع كولين فيرث، وجيفري راش، وهيلينا بونهام كارتر، وغاي بيرس. وفي عام 2011، حصل الفيلم على 12 ترشيحًا لجوائز الأوسكار، أكثر من أي فيلم آخر في ذلك العام. فاز الفيلم بأربع جوائز أوسكار لأفضل فيلم، وأفضل مخرج، وأفضل ممثل، وأفضل سيناريو مقتبس.

#### 2019-2012: الأفلام والكوميديا البريطانية
في عام 2012، لعب دورًا في أول ظهور إخراجي لداستن هوفمان مع الرباعية، استنادًا إلى مسرحية تحمل نفس العنوان من تأليف رونالد هاروود وبطولة ماجي سميث، توم كورتيناي، بيلي كونولي وبولين كولينز. عُرض الفيلم لأول مرة في مهرجان تورونتو السينمائي الدولي لعام 2012 ولاقى مراجعات إيجابية. أبلغ موقع مجمع المراجعة روتن توميتوز عن نسبة موافقة تبلغ 80٪ مع قراءة إجماعية، "إنه جميل ولطيف ويمكن التنبؤ لحدوث خطأ به، لكن اتجاه داستن هوفمان الحنون والسحر الودود للممثلين الموهوبين يجعل من الصعب للغاية مقاومة الرباعية."
في عام 2016، كان غامبون هو الراوي في الفيلم الكوميدي الهوليودي "يعيش القيصر!" من إخراج الأخوان كوين، الذي سخر من صناعة السينما في هوليوود في الخمسينيات من القرن الماضي وضم طاقم الممثلين بما في ذلك جوش برولين، جورج كلوني، ألدن إرينريتش، رالف فينيس، جونا هيل، سكارليت جوهانسون، فرانسيس ماكدورماند، تيلدا سوينتون وتشانينج تاتوم. لاقى الفيلم استحسان النقاد، وحصل على نسبة موافقة 86% على روتن توميتوز، مع الإجماع على أنه "مليء بتفاصيل الفترة الزمنية والممثلين بشكل مثالي، السلام عليك يا قيصر! تجد الأخوين كوين يسلمان رسالة حب خفيفة الوزن إلى ما بعد الحرب". هوليوود."  حصل الفيلم أيضًا على ترشيح لجائزة الأوسكار لتصميم الإنتاج. ثم ظهر غامبون في الفيلم الكوميدي جيش الأب وهو يلعب دور الجندي الشهير جودفري، استنادًا إلى أرنولد ريدلي ، الذي لعب دور الشخصية في سلسلة بي بي سي الكلاسيكية الأصلية التي تحمل نفس الاسم. قدم غامبون أيضًا تعليقات صوتية بدور العم باستوزو في أفلام بادينغتون (2014، 2018)، بطولة بن ويشا، بصفته الدب الفخري.
في عام 2019، ظهر في فيلم السيرة الذاتية جودي، عن جودي جارلاند، بطولة رينيه زيلويغر، روفوس سيويل، فين ويتروك وجيسي باكلي. في نفس العام ظهر غامبون في فيلم الإثارة كورديليا للمخرج أدريان شيرغولد، حيث كان يعمل جنبًا إلى جنب مع جوني فلين وكاثيرين مككورماك.

### التلفزيون

#### 1985-1967: أول ظهور تلفزيوني والأدوار المبكرة
في عام 1967، ظهر لأول مرة على التلفاز في مسلسل "جعجعة بلا طحن" المقتبس من تلفزيون بي بي سي بدور الحارس الرابع. كما ظهر في برامج بريطانية مثل بهدوء، بهدوء (1967) وعين الجمهور (1968). من عام 1968 إلى عام 1970، ظهر في سلسلة بي بي سي التاريخية الحدود بدور جافين كير. كما كان له دور متكرر في المسلسل الكندي المتحدون (1972). كما ظهر أيضًا في سلسلات درامية مختارات بما في ذلك العب لهذا اليوم و مسرحية الشهر ومسرح آي تي في.

#### 1999-1986:المخبر الغنائيوالإشادة
سرعان ما جعله مظهره الصاخب ممثلًا تعبيريًا، وهو المصطلح الذي اعترض عليه غامبون. في أول دور رئيسي له في فيلم المخبر الغنائي للمخرج دينيس بوتر (1986)، فاز بأول جائزة عن الأكاديمية البريطانية للتليفزيون لأفضل ممثل. قام ببطولة دور المفتش البوليسي جول مايغريت في فيلم مقتبس من اثني عشر كتابًا من كتب جورج سيمينون على قناة «إي تي في». في عام 1990، لعب دور جيري في فيلم خيانة هارولد بينتر لراديو بي بي سي 3. وفي عام 1991، قام ببطولة دور تومي هانبري في حلقة من مسلسل ميندر على قناة آي تي في بعنوان "انظر من سيأتي لأجل دبوس". كما ظهر في مسلسل بي بي سي زوجات وبنات (1999) والذي بُني على الرواية الفيكتورية التي تحمل الاسم نفسه للكاتبة إليزابيث جاسكل. قام بتصوير سكواير هاملي وحصل على ترشيحه الثاني لجائزة البافتا وفاز بجائزة أفضل ممثل.

#### 2009-2000: ممثل ذو شخصية راسخة
لعب غامبون دور البطولة في فيلم مقتبس خصيصًا للتلفزيون عن فيلم نهاية اللعبة لصموئيل بيكيت (2001) وفيلم غرباء مثاليون (2001) وقد كشف عن موهبة الكوميديا. كما لعب غامبون دور الرئيس ليندون جونسون في الفيلم التلفزيوني الطريق إلى الحرب. حول أدائه قالت صحيفة واشنطن بوست: "يقع على عاتق غامبون مهمة جعل أيقونة أكبر من الحياة تبدو إنسانية بشكل مؤلم - وفي النهاية بلا حول ولا قوة. إنه أداء النار والكبريت". رُشّح لجائزة إيمي لأفضل ممثل في مسلسل قصير أو فيلم وجائزة الغولدن غلوب لأفضل ممثل في مسلسل قصير أو فيلم سينمائي مخصص للتلفزيون.
في عام 2009، ظهر في مسلسل تلفزيوني مقتبس عن رواية إيما الشهيرة التي لا يمكن كبحها لجين أوستن، وهو مسلسل قصير مدته أربع ساعات عُرض لأول مرة على قناة بي بي سي وان في أكتوبر 2009، وشاركت في بطولته رومولا جاراي. كما لعب دور السيد وودهاوس، وحصل على جائزة إيمي برايم تايم لعام 2010 لأفضل ممثل مساعد في مسلسل قصير أو فيلم عن أدائه.

#### 2019-2010: أدواره في مشاريع إتش بي أو وبي بي إس
ظهر غامبون في عرض عيد الميلاد الخاص لعام 2010 لـ دكتور هو، "كارول عيد الميلاد". خلال العقد الأول من القرن الحادي والعشرين، عُرف بأداءه الصوتي. ظهر باعتباره الراوي في النسخة البريطانية من كرود ماندون وسيف النار المشتعل. وفي سنة 2013، قدم غامبون صوت النبي، وهو شخصية في لعبة فيديو تقمص الأدوار ذي إلدر سكرولز أونلاين. في عام 2006، أجرى غامبون تعليقًا صوتيًا لسلسلة من إعلانات غينيس التي تظهر طيور البطريق.
في عام 2012، اجتمع غامبون مجددًا مع داستن هوفمان في دراما سباق الخيل من إتش بي أو بعنوان الحظ، والتي أُلغيت في مارس 2012 بعد وفاة ثلاثة خيول أثناء التصوير. شارك غامبون في الحدث المباشر، المسرح الوطني المباشر: 50 عامًا على المسرح (2013)، وهو إنتاج كان جزءًا من الاحتفال بالذكرى الخمسين للمسرح الوطني. وتضمن العرض عروضاً حية، تخللتها لقطات وثائقية، ولقطات أرشيفية للعروض الحية للأعمال الأصلية من المسرح الوطني. انضم غامبون إلى ديريك جاكوبي في عرض مباشر من مسرحية الأرض الحرام بواسطة هارولد بينتر.
في العام الموالي، اختير في دور هوارد موليسون في إنتاج الكتاب الأكثر مبيعًا منصب شاغر بقلم جيه كيه رولينج. يتكون مسلسل بي بي سي وان القصير، الذي أُنتج بالتعاون مع إتش بي أو، من ثلاثة أجزاء مدة كل منها ساعة واحدة. بدأ الإنتاج في 7 يوليو 2014 في جنوب غرب إنجلترا.
بين عامي 2015 و2018، لعب غامبون دور هنري تايسون في السلسلة الأولى والثالثة من مسلسل فورتيتيود على قناة سكاي أتلانتيك. وفي مارس 2018، أُعلن أن غامبون سيلعب دور البطولة في المسلسل الكوميدي المربيون. ومع ذلك، في أبريل 2019، أفيد أن غامبون ترك المسلسل لأنه كان يواجه مشكلة في حفظ السطور بسبب مشاكله مع فقدان الذاكرة.

## حياته الشخصية ووفاته
تزوج غامبون من عالمة الرياضيات آن ميلر عام 1962 عندما كان عمره 22 عامًا. اشتهر بحماية خصوصيته، وقد رد ذات مرة على سؤال أحد المحاورين عن زوجته بسؤال "أي زوجة؟". عاش الزوجان في غريفسيند بكينت. كان لديهم ابن واحد، فيرغوس، الذي أصبح فيما بعد خبيرًا في السيراميك في سلسلة بي بي سي أنتيك رودشو.
في سنة 2001 أحضر غامبون فيليبا هارت، وهي امرأة تصغره بـ 25 عامًا، إلى موقع التصوير أثناء تصوير فيلم منتزه جوسفورد وقدمها إلى زملائه على أنها صديقته. وأدى الكشف عن علاقتهما علنًا في عام 2002، إلى انتقاله من المنزل الذي كان يتقاسمه مع زوجته. كان مع هارت منذ عام 2000، عندما عملوا معًا في سلسلة خط الطول على القناة الرابعة. في فبراير 2007، كُشف عن أن هارت كانت حاملاً بطفل غامبون وأنجبت ولداً. كما وأنجبت هارت طفل غامبون الثالث عام 2009.
في تكريم العام الجديد 1998، عُيّن غامبون فارس حدث لمساهماته الدرامية. وفي 17 يوليو 1998، استقبله الأمير تشارلز في قصر باكنغهام.
كان غامبون طيارًا خاصًا مؤهلاً. أدى حبه للسيارات إلى ظهوره في سلسلة توب غير على قناة بي بي سي. وقد تسابق مع سوزوكي ليانا بقوة شديدة لدرجة أن السيارة التي كان يقودها التفت حول الزاوية الأخيرة على عجلتين. سُميت الزاوية الأخيرة من مسار اختبار توب غير باسم "ركن غامبون" أو ببساطة "غامبون" تكريماً له. كما ظهر في البرنامج مرة أخرى في 4 يونيو 2006 وحطم وقتًا في شيفروليه لاسيتي قدره 1:50.3، وهو تحسن كبير عن وقته السابق البالغ 1:55. قام بقص الزاوية التي تحمل اسمه للمرة الثانية، وعندما سأله جيريمي كلاركسون عن السبب، أجاب: "لا أعرف، أنا فقط لا أحب ذلك."
توفي غامبون في ويثام في 27 سبتمبر 2023، عن عمر ناهز 82 عامًا، بسبب الالتهاب الرئوي.

## جوائز وترشيحات
| السنة | الجائزة                                | الصنف                                    | العمل المرشح             | النتيجة |
| ----- | -------------------------------------- | ---------------------------------------- | ------------------------ | ------- |
| 1997 ‏ | جائزة توني                             | أفضل ممثل في مسرحية ‏                     | Skylight                 | رُشِّح     |
| 1979  | جوائز أوليفييه                         | أفضل ممثل لهذا العام في مسرحية جديدة     | Betrayal                 | رُشِّح     |
| 1980  | جوائز أوليفييه                         | أفضل ممثل في الصحوة                      | مسرحية غاليلي            | رُشِّح     |
| 1983  | جوائز أوليفييه                         | أفضل ممثل في مسرحية جديدة                | Tales from Hollywood     | رُشِّح     |
| 1986  | جوائز أوليفييه                         | أفضل أداء كوميدي                         | A Chorus of Disapproval ‏ | فوز     |
| 1988  | جوائز أوليفييه                         | أفضل ممثل                                | منظر من على الجسر ‏       | فوز     |
| 1990  | جوائز أوليفييه                         | أفضل أداء كوميدي                         | Man of the Moment ‏       | فوز     |
| 1997  | جوائز أوليفييه                         | أفضل ممثل                                | Skylight                 | رُشِّح     |
| 1998  | جوائز أوليفييه                         | أفضل ممثل                                | Tom and Clem             | رُشِّح     |
| 1999  | جوائز أوليفييه                         | أفضل ممثل                                | The Unexpected Man       | رُشِّح     |
| 2001  | جوائز أوليفييه                         | أفضل ممثل                                | The Caretaker            | رُشِّح     |
| 2003  | جوائز أوليفييه                         | أفضل ممثل                                | A Number                 | رُشِّح     |
| 2005  | جوائز أوليفييه                         | أفضل ممثل                                | Endgame                  | رُشِّح     |
| 2009  | جوائز أوليفييه                         | أفضل ممثل                                | أرض لا أحد (مسرحية)      | رُشِّح     |
| 2002  | جائزة غولدن غلوب                       | أفضل ممثل في مسلسل قصير أو فيلم تلفزيوني | Path to War              | رُشِّح     |
| 2002  | جائزة إيمي برايم تايم                  | الممثل الرئيسي في مسلسل قصير أو فيلم ‏    | Path to War              | رُشِّح     |
| 2010 ‏ | جائزة إيمي برايم تايم                  | ممثل مساعد متميز في مسلسل أو فيلم محدود ‏ | Emma                     | رُشِّح     |
| 2001  | جائزة نقابة ممثلي الشاشة               | Cast in a Motion Picture ‏                | منتزه جوسفورد (فيلم)     | فوز     |
| 2010  | جائزة نقابة ممثلي الشاشة               | Cast in a Motion Picture ‏                | خطاب الملك               | فوز     |
| 1987  | جوائز الأكاديمية البريطانية للتلفزيون ‏ | أفضل ممثل ‏                               | The Singing Detective    | فوز     |
| 2000  | جوائز الأكاديمية البريطانية للتلفزيون ‏ | أفضل ممثل ‏                               | Wives and Daughters ‏     | فوز     |
| 2001  | جوائز الأكاديمية البريطانية للتلفزيون ‏ | أفضل ممثل ‏                               | Longitude                | فوز     |
| 2002  | جوائز الأكاديمية البريطانية للتلفزيون ‏ | أفضل ممثل ‏                               | Perfect Strangers ‏       | فوز     |
| 2012  | جوائز الأفلام البريطانية المستقلة      | جائزة ريتشارد هاريس ‏                     | Honorary                 | فوز     |

## روابط خارجية
- مايكل غامبون على موقع IMDb (الإنجليزية)
- مايكل غامبون على موقع ميتاكريتيك (الإنجليزية)
- مايكل غامبون على موقع الموسوعة البريطانية (الإنجليزية)
- مايكل غامبون على موقع روتن توميتوز (الإنجليزية)
- مايكل غامبون على موقع مونزينجر (الألمانية)
- مايكل غامبون على موقع قاعدة بيانات الأفلام العربية
- مايكل غامبون على موقع ألو سيني (الفرنسية)
- مايكل غامبون على موقع ميوزك برينز (الإنجليزية)
- مايكل غامبون على موقع تيرنر كلاسيك موفيز (الإنجليزية)
- مايكل غامبون على موقع أول موفي (الإنجليزية)